# Jiří Pazour
Jiří Pazour (* 17. leden 1971 Žatec) je český klavírista a klavírní improvizátor, skladatel, pedagog.

## Vzdělání
Absolvoval v roce 1991 Konzervatoř v Praze, obory skladba (Vadim Petrov) a klavír (Vladimír Topinka). Poté pokračoval ve studiu skladby na Akademii múzických umění u prof. Václava Riedlbaucha. Jeho činnost je možno shrnout do tří oblastí: kompoziční, koncertní a pedagogické.

## Činnost
Jako skladatel ze věnuje tvorbě orchestrálních, komorních i sólových skladeb. Jeho kompozice jsou pravidelně vysílány Českým rozhlasem, vydávány na zvukových nosičích a jsou na pravidelném repertoáru špičkových českých i zahraničních sólistů a souborů. Spolupracuje s vydavatelstvími Supraphon, GZ Digital Media, Triga atd. Vedle toho se též věnuje tvorbě hudby scénické a užitkové zasahující do různých žánrů.
Sólová koncertní činnost Jiřího Pazoura je zaměřena převážně na klavírní improvizaci.
„Večery klavírní improvizace Jiřího Pazoura“ si získávají svojí dynamikou, spontánností a rozmanitostí velkou popularitu jak doma, tak i v zahraničí. Vedle České republiky vystupoval v Německu, Polsku, na Slovensku, ve Francii a v Anglii.
V roce 1999 natočil CD Dým v tvých očích obsahující klavírní variace na známé světové evergreeny.

## Pedagogická činnost
Od roku 1995 působí pedagogicky na pražské konzervatoři. Na této škole vyučuje hudebně - teoretické předměty a klavírní improvizaci.